# 希尼 (卢森堡省)
希尼（法語：Chiny，法語發音：[ʃini] ⓘ；戈姆方言：Tchini）是比利时瓦隆大区盧森堡省維爾通區的一座城市，位于瑟穆瓦河畔，通行法语，是比利时法语社群的一部分，面积113.69平方千米，人口5,175人（2018年1月1日）。